# Sebestyén Schmidt
Sebestyén Schmidt foi um ciclista húngaro que competiu no ciclismo nos Jogos Olímpicos de Verão de 1932, representando a Hungria. Lá, terminou em trigésimo primeiro na prova de estrada individual.